# Perissandria
Perissandria is een geslacht van vlinders van de familie Uilen (Noctuidae), uit de onderfamilie Noctuinae.

## Soorten
- P. adornata Corti & Draudt, 1933
- P. argillacea Alphéraky, 1892
- P. brevirami Hampson, 1894
- P. diopsis Boursin, 1963
- P. dizyx Püngeler, 1906
- P. ficta Hreblay & Plante
- P. herzioides Corti & Draudt, 1933
- P. parvula Püngeler
- P. sheljuzhkoi Boursin, 1964
- P. sikkima Moore, 1867
- P. subfusca Yoshimoto
- P. tibetophasma Boursin, 1963